# Стокгольмский метрополитен

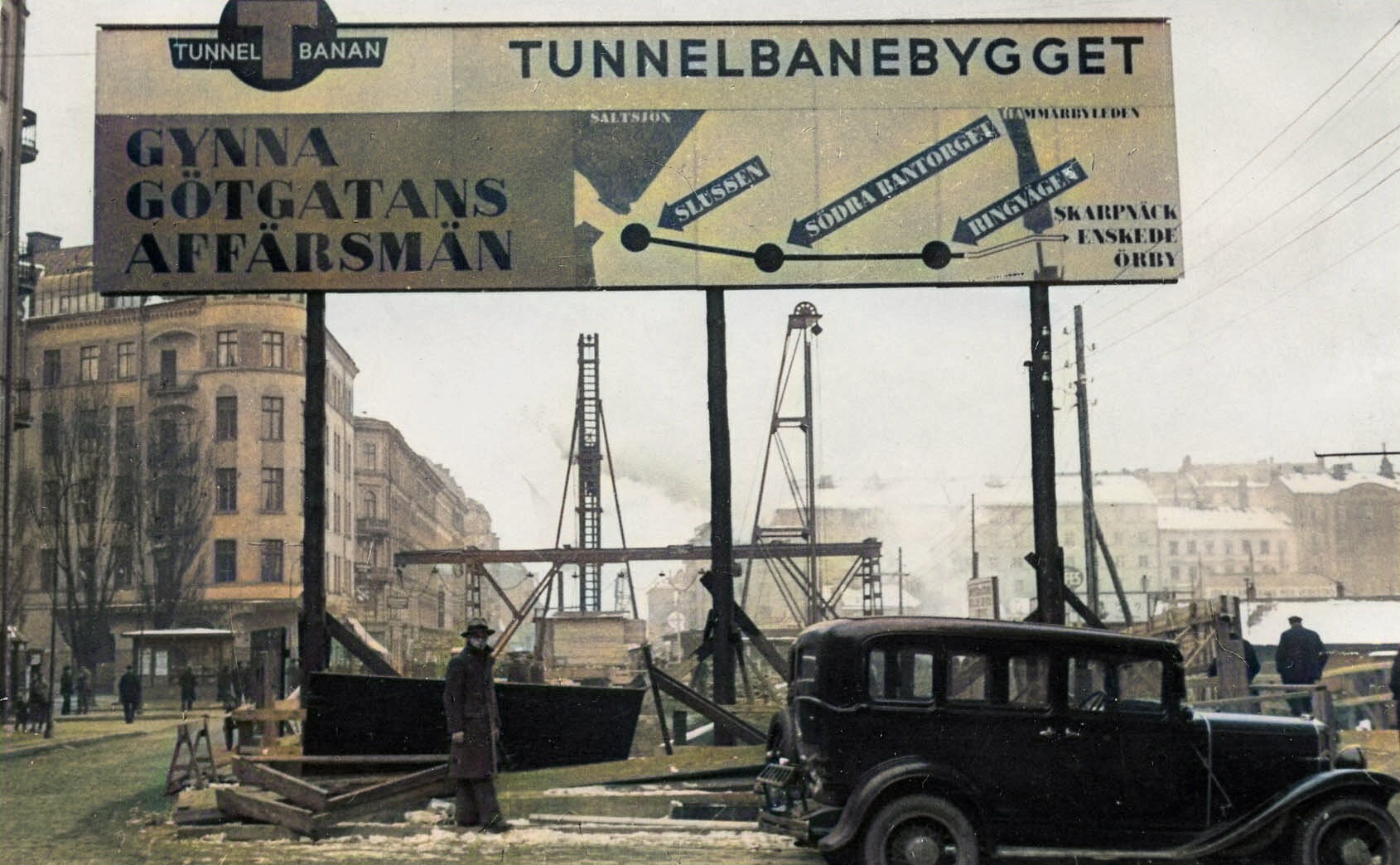
Строительство метрополитена в марте 1933 года

Стокго́льмский метрополите́н (швед. Stockholms tunnelbana) — система линий метрополитена в Большом Стокгольме, единственная в Швеции. Был открыт 1 октября 1950 года. Владельцем является компания SL. Контракт на обслуживание метрополитена заключается на конкурсной основе и в настоящее время подписан с компанией Veolia Transport.
Система включает 100 станций на трёх ветвящихся линиях, общая протяжённость которых составляет 105,7 км. 48 станций подземные, 52 станции наземные или надземные. Движение на линиях левостороннее, поскольку к моменту открытия метро в Швеции было левостороннее движение. Стокгольмский метрополитен имеет преимущественно маршрутную систему движения поездов с двумя пересадочными станциями. Метро Стокгольма перевозит каждый день около миллиона пассажиров. Линии стокгольмского метрополитена охватывают большинство районов города и ближайшие пригороды, и сходятся у центрального вокзала на станции «T-Centralen».
Стокгольмский метрополитен известен необычным оформлением некоторых станций (в основном центральных), его называют[кто?] «самой длинной художественной галереей в мире».

## Развитие
| Дата        | Год  | Участок                                                   | Маршрут       |
| ----------- | ---- | --------------------------------------------------------- | ------------- |
| 1 октября   | 1950 | «Слуссен» — «Хёкаренген»                                  | T17; T18; T19 |
| 9 сентября  | 1951 | «Гулльмарсплан» — «Стуребю»                               | T19           |
| 26 октября  | 1952 | «Хёторьет» — Веллингбю                                    | T19           |
| 22 ноября   | 1954 | «Стуребю» — «Хёгдален»                                    | T19           |
| 1 ноября    | 1956 | «Веллингбю» — «Хессельбю горд»                            | T19           |
| 24 ноября   | 1957 | «Хёторьет» — «Слуссен»                                    | T17; T18; T19 |
| 17 апреля   | 1958 | «Шермарбринк» — «Хаммарбюхёйден»                          | T17           |
| 19 ноября   | 1958 | «Хессельбю горд» — «Хессельбю странд»                     | T19           |
| 19 ноября   | 1958 | «Хёкаренген» — «Фарста»                                   | T18           |
| 19 ноября   | 1958 | «Хаммарбюхёйден» — «Багармоссен»                          | T17           |
| 14 ноября   | 1959 | «Хёгдален» — «Рогсвед»                                    | T19           |
| 1 декабря   | 1960 | «Рогсвед» — «Хагсетра»                                    | T19           |
| 5 апреля    | 1964 | «Т-Сентрален» — «Фруэнген»                                | T13; T14      |
| 5 апреля    | 1964 | «Лильехольмен» — «Эрнсберг»                               | T13           |
| 16 мая      | 1965 | «Эрнсберг» — «Сэтра»                                      | T13           |
| 16 мая      | 1965 | «Т-Сентрален» — «Эстермальмсторг»                         | T13; T14      |
| 1 марта     | 1967 | «Сетра» — «Шерхольмен»                                    | T13           |
| 2 сентября  | 1967 | «Эстермальмсторг» — «Ропстен»                             | T13           |
| 2 декабря   | 1967 | «Шерхольмен» — «Ворберг»                                  | T13           |
| 29 августа  | 1971 | «Фарста» — «Фарста странд»                                | T18           |
| 1 октября   | 1972 | «Ворберг» — «Фиттья»                                      | T13           |
| 30 сентября | 1973 | «Эстермальмсторг» — «Текниска хёгскулан»                  | T14           |
| 12 января   | 1975 | «Текниска хёгскулан» — «Университетет»                    | T14           |
| 12 января   | 1975 | «Фиттья» — «Норсборг»                                     | T13           |
| 31 августа  | 1975 | «Т-Сентрален» — Юльста (через Халлонберген-Ринкебю)       | T10; T11      |
| 5 июня      | 1977 | «Халлонберген» — «Акалла»                                 | T11           |
| 30 октября  | 1977 | «Т-Сентрален» — «Кунгстредгорден»                         | T10; T11      |
| 29 января   | 1978 | «Университетет» — «Мёрбю сентрум»                         | T14           |
| 19 августа  | 1985 | «Вестра скуген» — «Ринкебю» (через «Сундбюбергс сентрум») | T10           |
| 15 августа  | 1994 | «Багармоссен» — «Скарпнек»                                | T17           |

## Подвижной состав

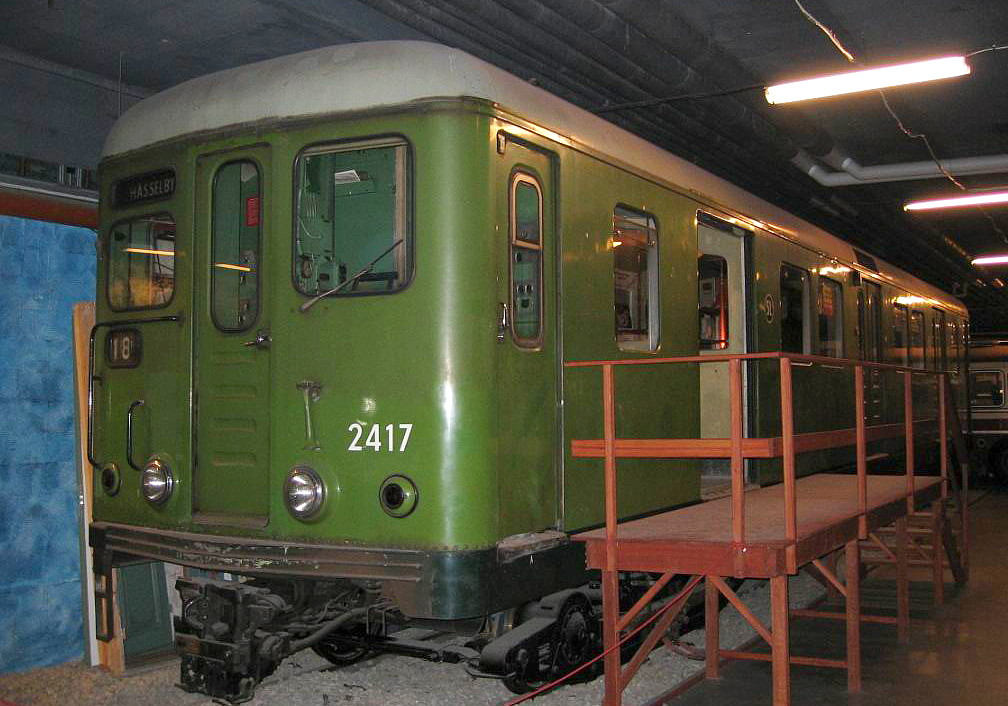
Вагон типа C2

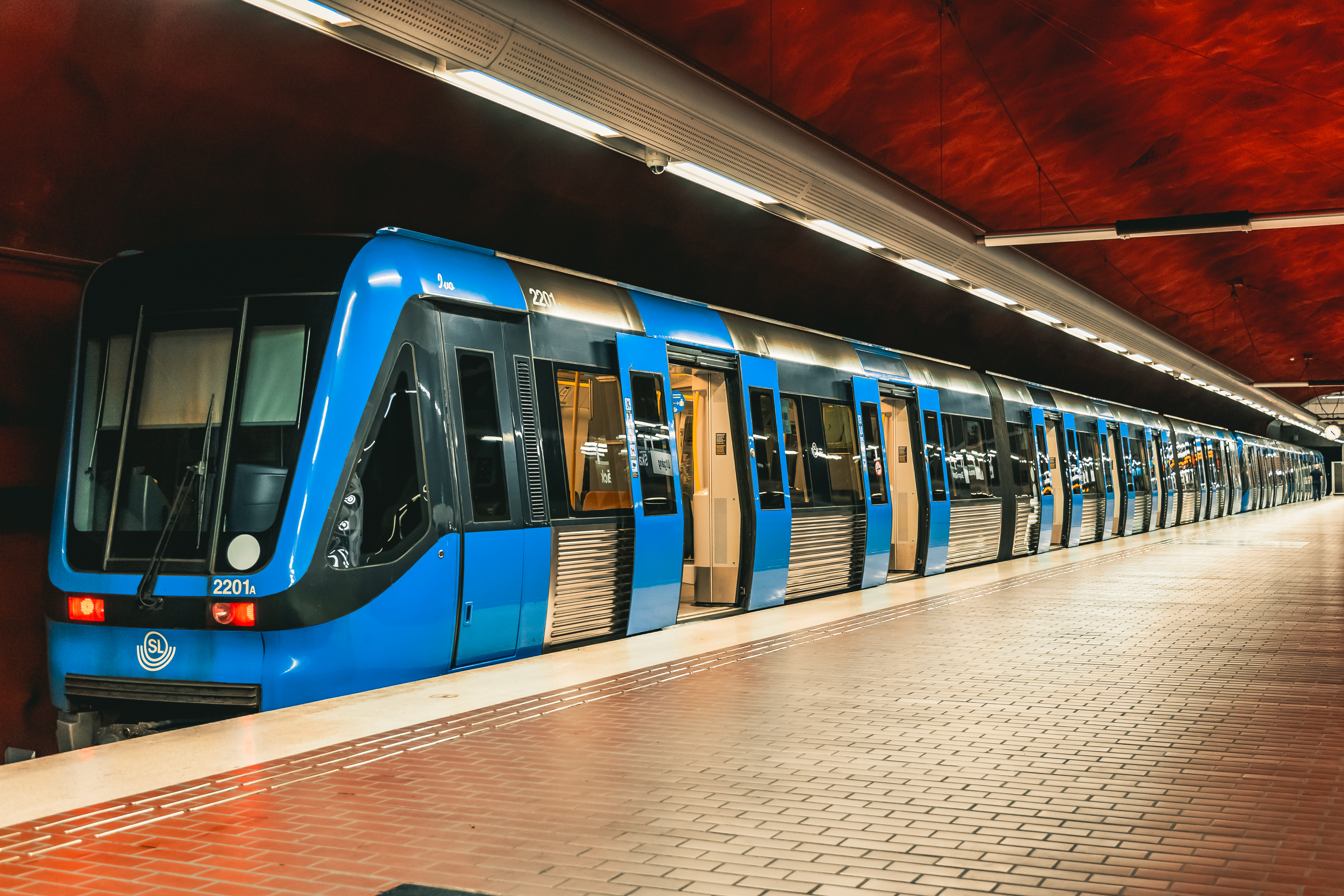
Вагон типа C20

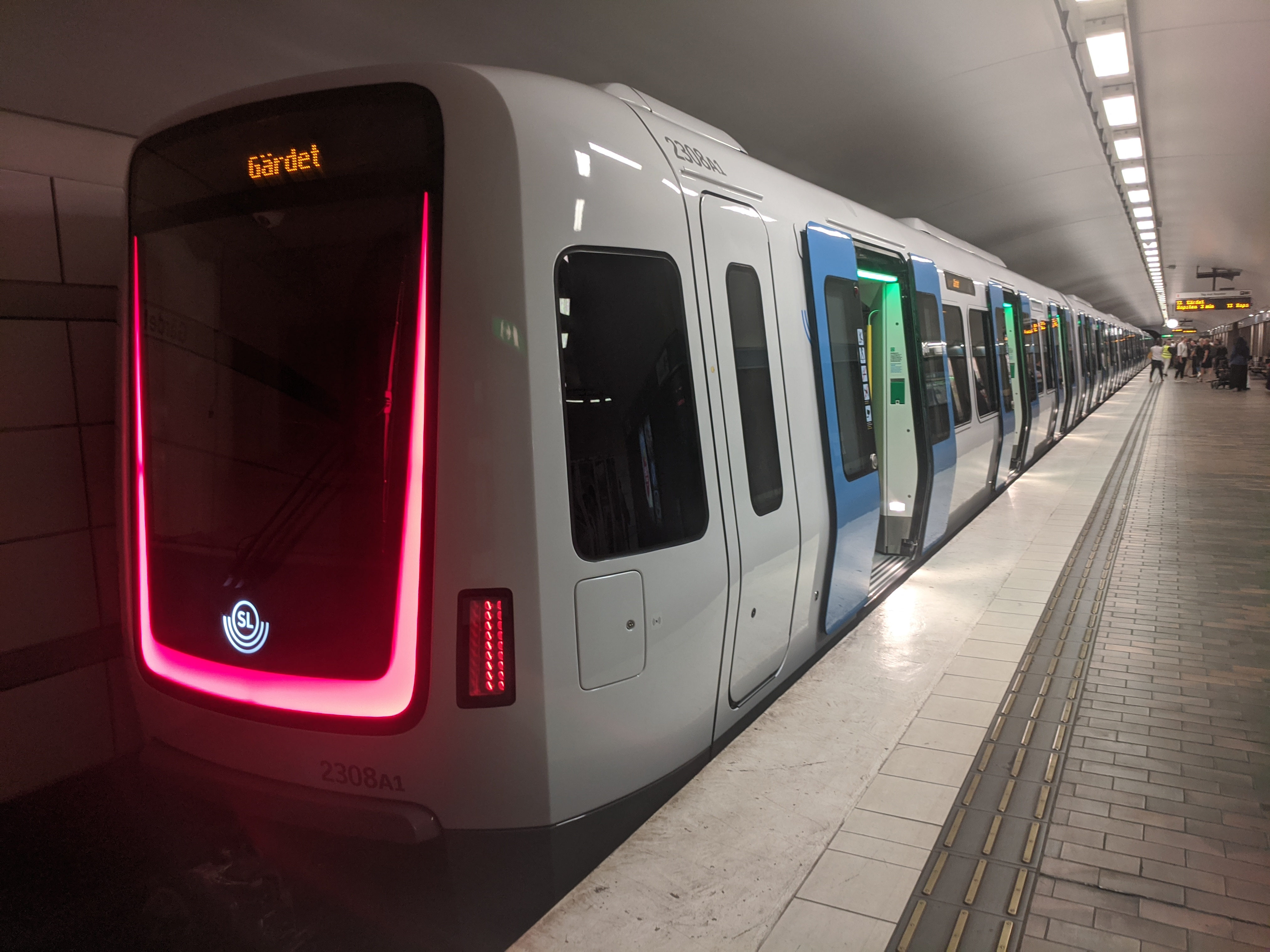
Вагон типа C30

### Пассажирский подвижной состав
На линиях метрополитена используются вагоны трёх типов — Сx (C6, C15 и С16), С20 и новый С30 (2018 года выпуска). Раньше с момента открытия и до 1999 года использовались вагоны типа С1, С2 и С3.
Вагоны, использовавшиеся на линиях метро:
- С1: 1950—1984
- С2: 1950—1999
- С3: 1957—1999
- С4: 1960—2003
- С5: 1963—1996
- С6: 1970 — 2024
- С7: 1972—2004
- С8: 1974—2004
- С9: 1976—2009
- С12: 1977—1995
- С13: 1982—2003
- С14: 1987—1999
- С15: 1987 — 2022
- С16: 1988 — 2023
- С20: 1999 — настоящее время
- С30: 2020 — настоящее время

## Линии

### Зелёная линия
Первая линия в Стокгольме. Была открыта в 1950 году и первоначально использовала туннель для скоростного трамвая, построенный в 1933 году. На линии действуют три маршрута — T17, T18 и T19.

### Красная линия
Открыта в 1964 году. На линии действуют два маршрута — T13 и T14.

### Синяя линия
Первый участок линии был закончен к 1975 году. Скальные станции с необработанными стенами и потолком. На линии действуют два маршрута — T10 и T11.

### Жёлтая линия
Первый участок строительства планируют начать в 2016—2017 годах, завершат к 2020 году (до станции Хагастаден), а второй (до станции Аренастаден) - к 2022 году. Длина линии будет 4,6 км, на ней расположится 3 станции.

## Факты
- Три станции Стокгольмского метрополитена вошли в рейтинг самых впечатляющих железнодорожных подземных станций Европы по версии британской газеты The Daily Telegraph: «Сольна-Сентрум», «Стадион», «Т-Сентрален»[2].
- Оформление многих станций обусловлено тем, что они пробиты в скальном грунте. При этом поверхность камня оставлена не облицованной. В итоге дизайн напоминает естественные пещеры и гроты.

## Перспективы
- Расширение синей линии на восток в 2025 году, от станций Кунгстрэдгорден через восточный Сёдермальм в коммуну Нака, также и на станцию Хагсетра[3][4].
- Расширение синей линии на северо-запад от станции Акалла до станции пригородной железной дороги Бакарбю в 2021 году.
- Появление четвёртой линии[4].

## Фотогалерея

Символ метро, используемый на схемах
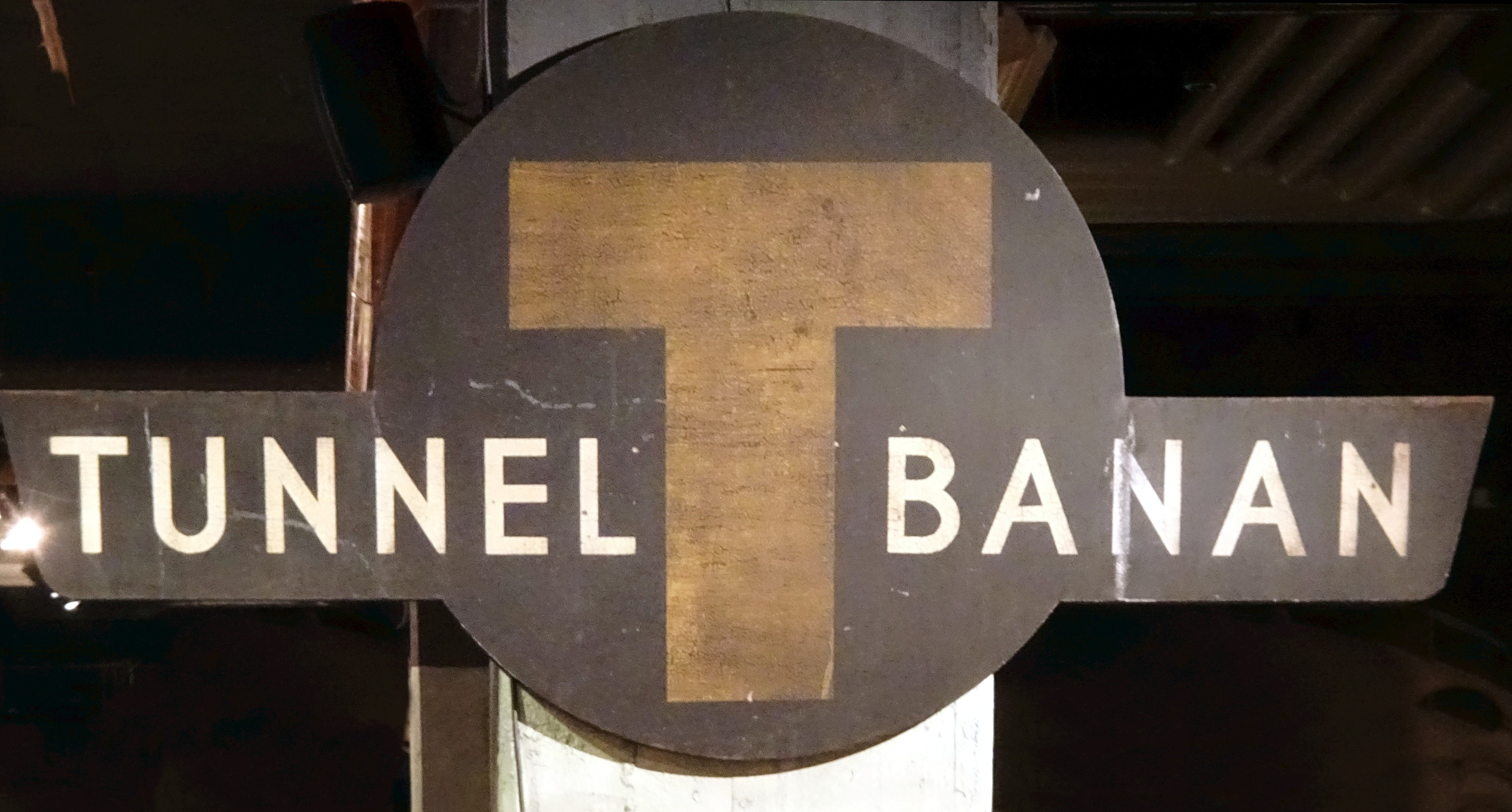
Знак в метро 1933 года в Стокгольме
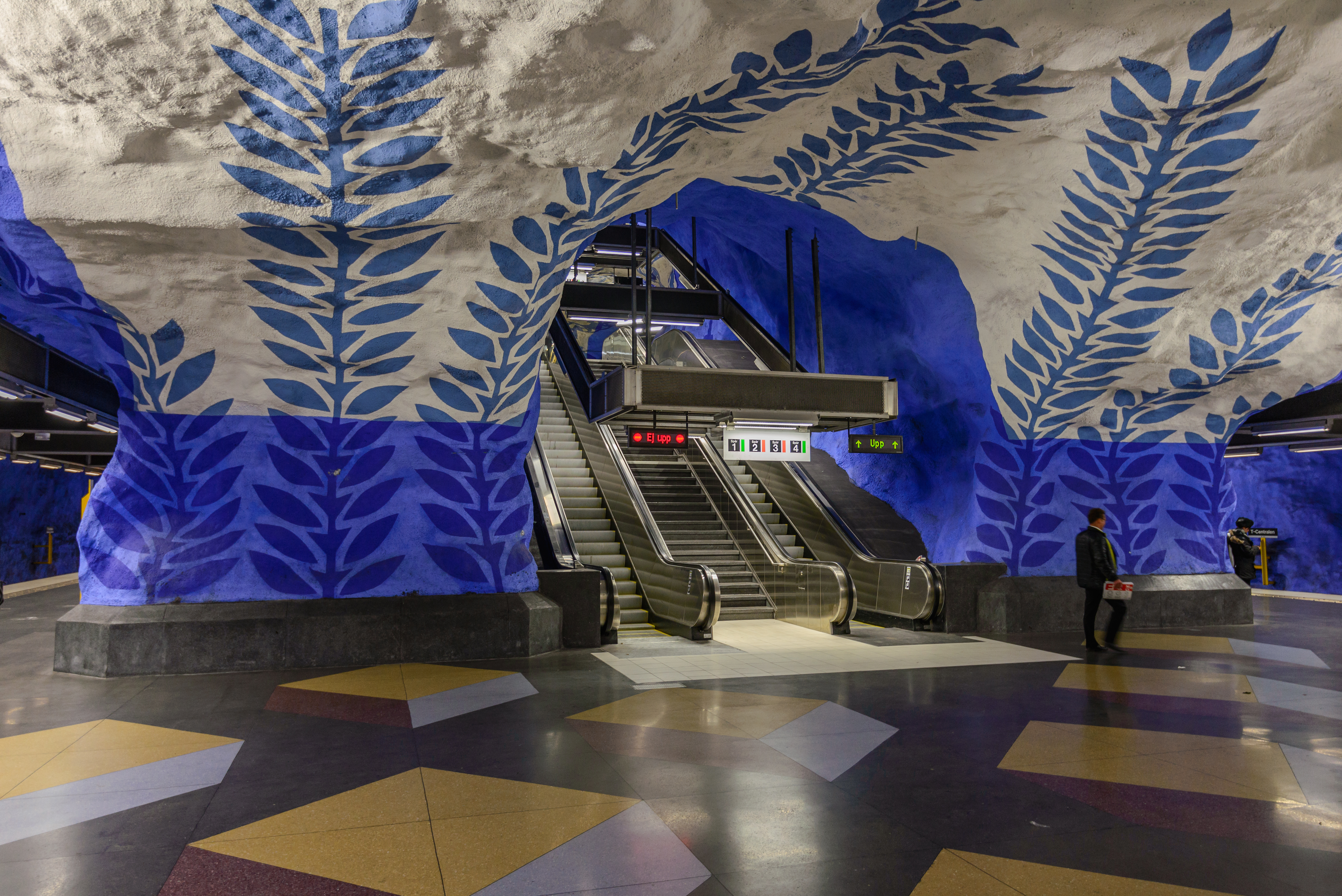
Станция «Т-Сентрален», Синяя линия
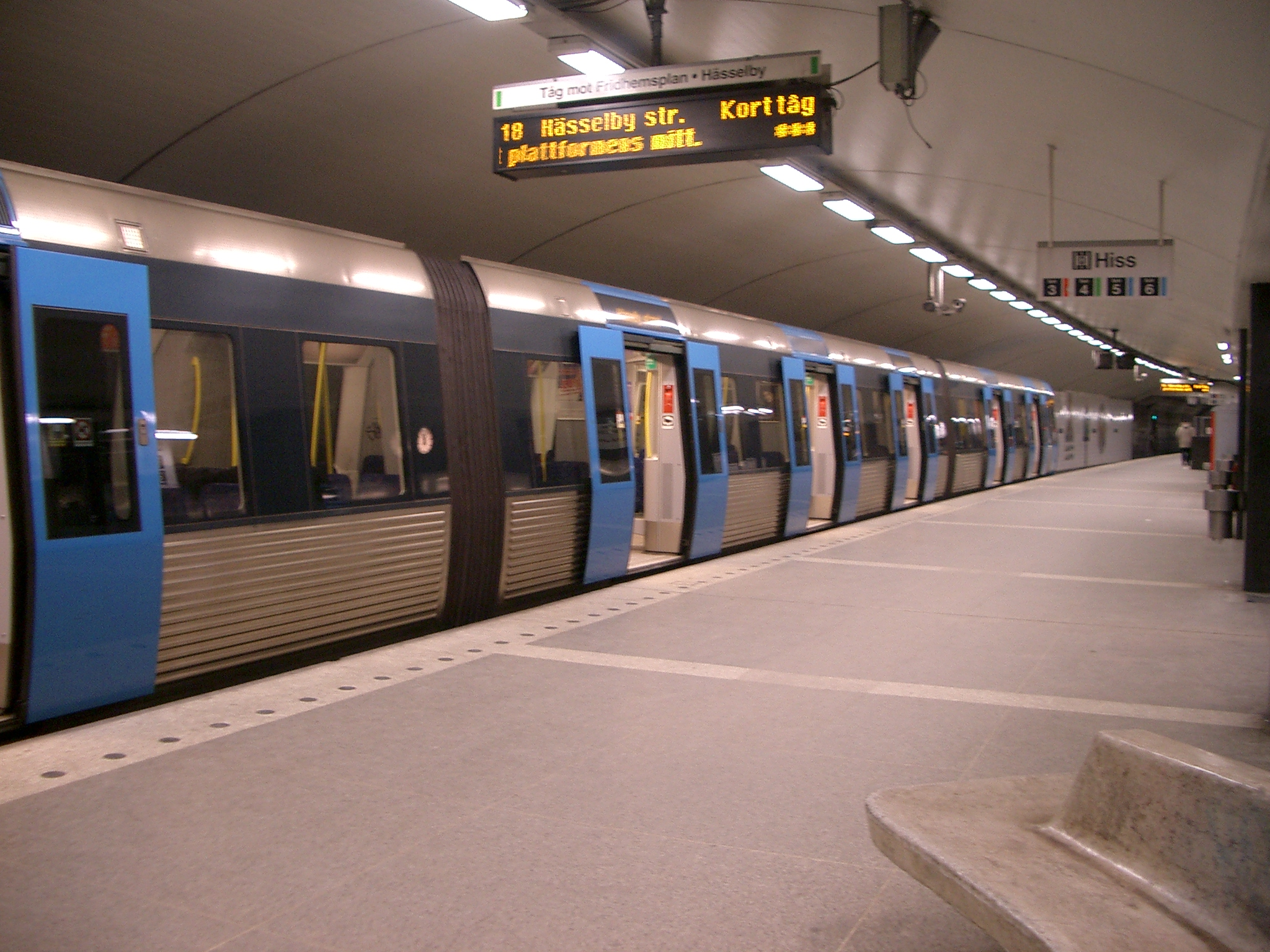
Поезд на «Т-Сентрален», Зелёная линия
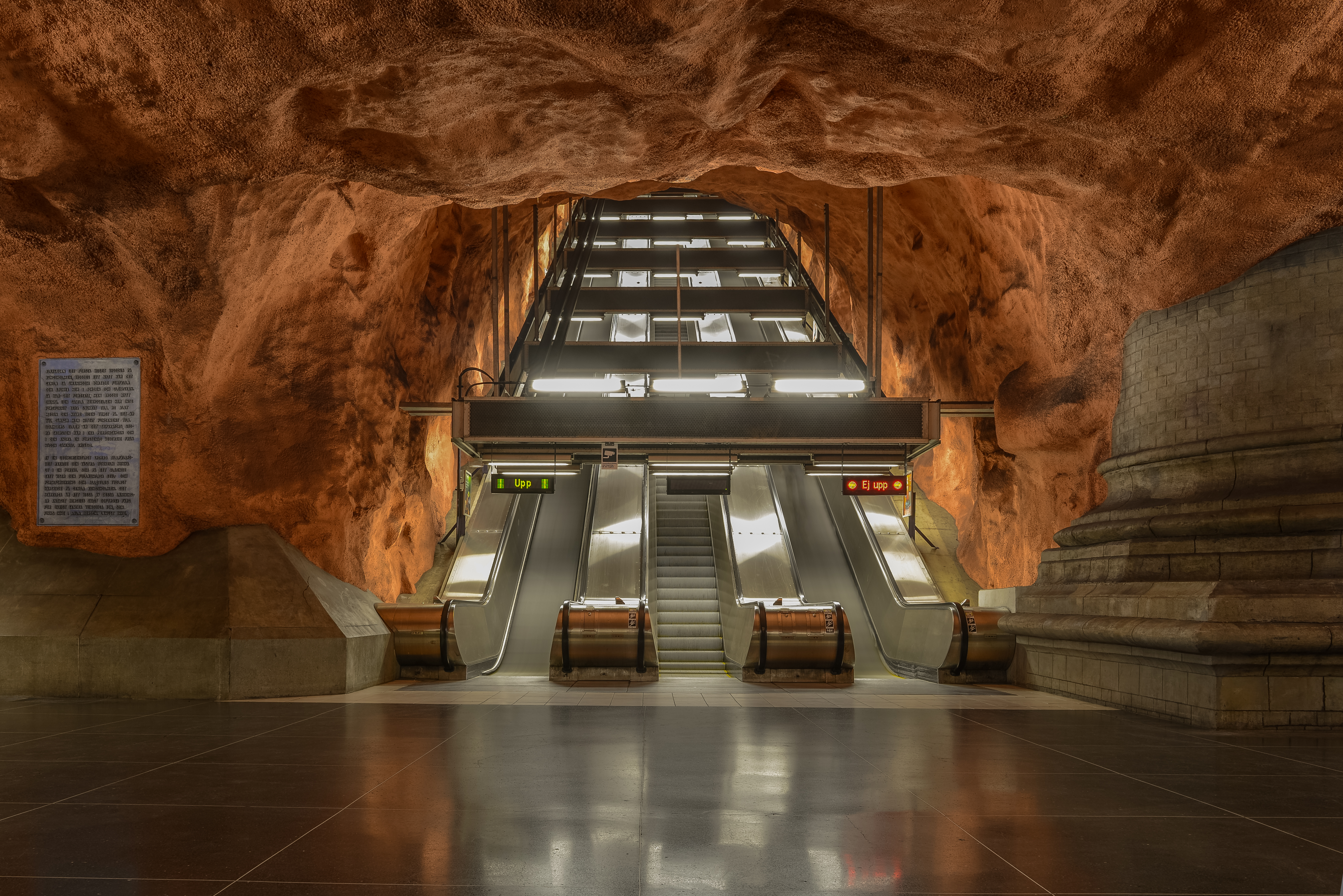
Восточный выход на станции «Родхусет» Синей линии
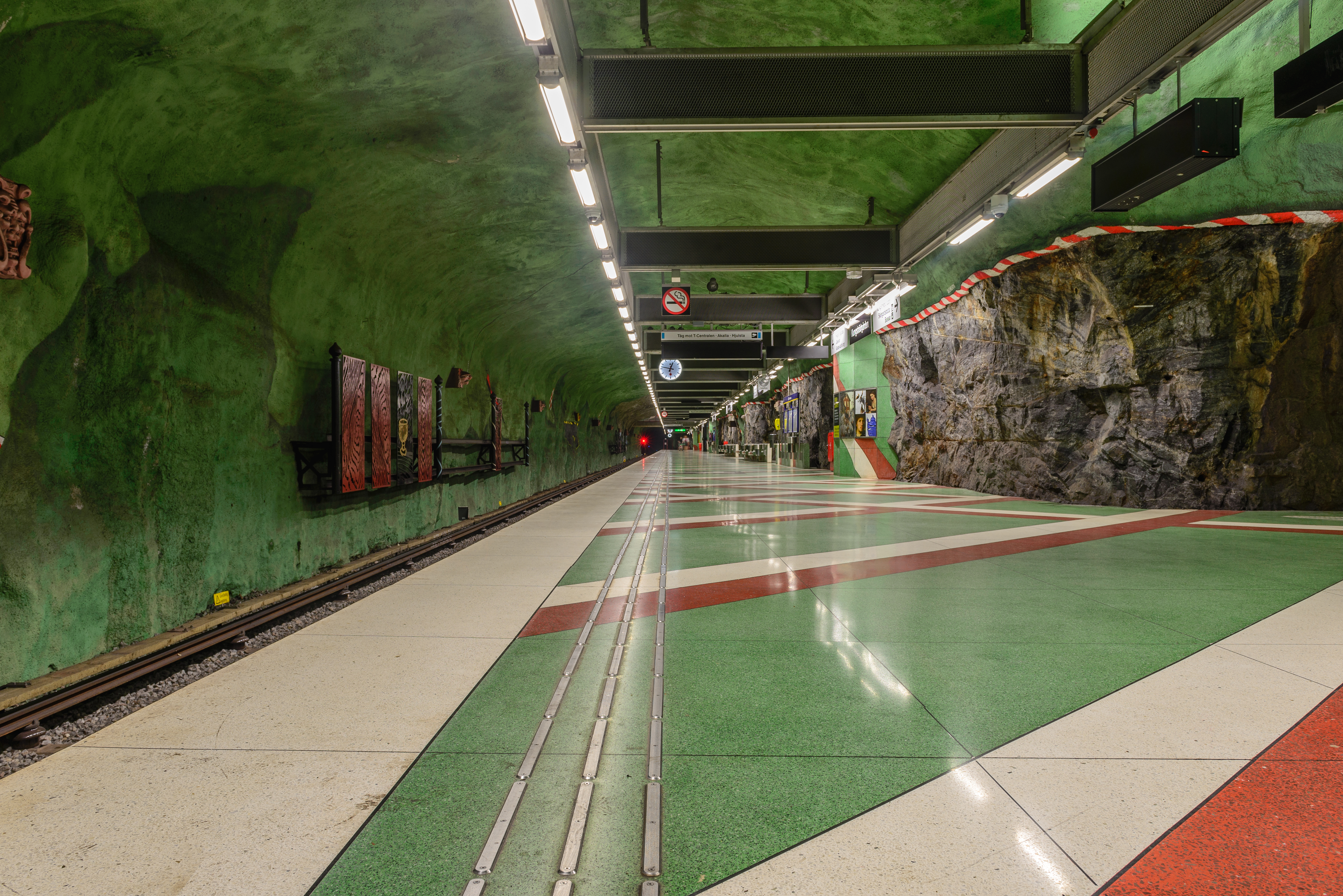
Станция «Кунгстредгорден» на Синей линии
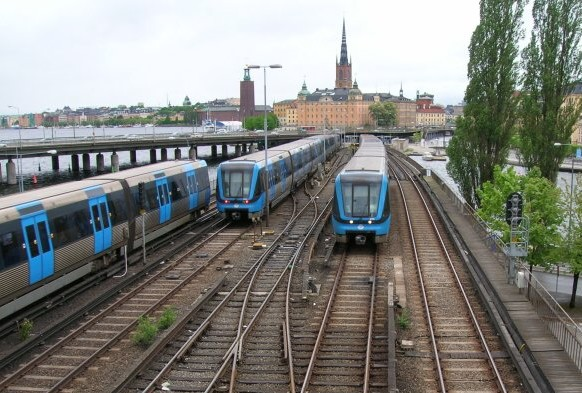
Метромост через Сёдерстрём. На заднем плане видна станция «Гамла стан»